# 施洛斯貝格山 (豪斯魯克山)
48°10′12.5″N 13°36′30″E / 48.170139°N 13.60833°E
施洛斯貝格山（德語：Schloßberg），是奧地利的山峰，位於該國北部，由上奧地利州負責管轄，屬於豪斯魯克山的一部分，處於埃伯施旺和豪斯魯克山區哈格之間，海拔高度712米。